# Санту-Антониу-дус-Милагрис
Санту-Антониу-дус-Милагрис (порт. Santo Antônio dos Milagres) — муниципалитет в Бразилии, входит в штат Пиауи. Составная часть мезорегиона Северо-центральная часть штата Пиауи. Входит в экономико-статистический микрорегион Медиу-Парнаиба-Пиауиенси. Население составляет 2059 человек на 2010 год. Занимает площадь 33,147 км². Плотность населения — 62,12 чел./км².

## Демография
Согласно сведениям, собранным в ходе переписи 2010 г. Национальным институтом географии и статистики (IBGE), население муниципалитета составляет:
| Полное население                               | Полное население                               | Полное население                               | Полное население                               | 2059  |
| ---------------------------------------------- | ---------------------------------------------- | ---------------------------------------------- | ---------------------------------------------- | ----- |
| в том числе:                                   | Городское население                            | 807                                            | Процент городского населения, %                | 39,19 |
|                                                | Сельское население                             | 1252                                           | Процент сельского населения, %                 | 60,81 |
|                                                | Мужское население                              | 1023                                           | Процент мужского населения, %                  | 49,68 |
|                                                | Женское население                              | 1036                                           | Процент женского населения, %                  | 50,32 |
| Плотность населения, чел/км²                   | Плотность населения, чел/км²                   | Плотность населения, чел/км²                   | Плотность населения, чел/км²                   | 62,12 |
| Население муниципалитета в % к населению штата | Население муниципалитета в % к населению штата | Население муниципалитета в % к населению штата | Население муниципалитета в % к населению штата | 0,07  |

По данным оценки 2016 года, население муниципалитета составляет 2115 жителей.

## Статистика
- Валовой внутренний продукт на 2003 год составляет 2 883 639,00 реалов (данные: Бразильский институт географии и статистики).
- Валовой внутренний продукт на душу населения на 2003 год составляет 1459,33 реалов (данные: Бразильский институт географии и статистики).
- Индекс развития человеческого потенциала на 2000 год составляет 0,565 (данные: Программа развития ООН).